# 20-й батальон территориальной обороны Днепропетровской области
20-й отдельный мотопехотный батальон «Днепропетровск» (укр. 20-й окремий мотопіхотний батальйон «Дніпропетровськ»), ранее 20-й батальон территориальной обороны Днепропетровской области (укр. 20-й батальйон територіальної оборони), в/ч А1759, пп В2231 — отдельный батальон, созданный в Днепропетровской области при содействии Штаба национальной защиты Днепропетровской области.

## История
20 апреля 2014 года согласно Директиве Генерального штаба Вооружённых Сил Украины был сформирован 20 бТрО при содействии Днепропетровской ОГА.
В конце мая 2014 года батальон был укомплектован добровольцами, проходившими службу по контракту.
По состоянию на начало сентября 2014 года и на данный момент, батальон практически полностью состоит из идейно и идеологически мотивированного личного состава.
В ноябре 2014 года преобразован в 20-й отдельный мотопехотный батальон 93-й отдельной механизированной бригады.

## Деятельность
В начале мая 2014 года батальон был привлечён к охране общественного порядка в Днепропетровске.
8 мая 2014 года вместе с батальоном «Азов», днепропетровский батальон участвовал в рейде на город Мариуполь, в ходе которого в боевом столкновении с частями ДНР были убиты замкомандира батальона подполковник Сергей Демиденко и солдат-пулемётчик Олег Эйсмант.
30 мая 2014 года батальон МВД «Днепр» и батальон территориальной обороны Днепропетровской области взяли под контроль железнодорожные станции Просяная, Славянка, Доброполье, Дачное и все пограничные железнодорожные станции.
31 октября 2014 батальон был выведен из прифронтовой зоны в Днепропетровскую область.
22 января 2015 на блокпосту у н. п. Красный Партизан погибли четыре военнослужащих батальона.
В конце января 2015 года в районе посёлка Красный Партизан в плен к бойцам ДНР попали 11 военнослужащих батальона
По состоянию на 10 февраля 2015 года, батальон находился в районе Дебальцево.
В ночь с 20 на 21 мая 2015 в районе Авдеевки в результате миномётного обстрела погиб один военнослужащий 20-го батальона.
В ночь с 17 на 18 июня 2015 в районе Марьинки в результате миномётного обстрела погибли два военнослужащих 20-го батальона.
22 июня 2015 в районе Марьинки был застрелен ещё один военнослужащий батальона.
В соответствии с указом президента Украины П. А. Порошенко № 44 от 11 февраля 2016 года оказание шефской помощи батальону было поручено Днепропетровской городской государственной администрации.
1 октября 2018 года лишён статуса отдельного, оставшись в составе 93-й отдельной механизированной бригады.

## Техника, вооружение и снаряжение
Личный состав батальона вооружён стрелковым оружием, ручными пулемётами и гранатомётами.
18 августа 2014 батальон получил бронемашину БРДМ-2
В дальнейшем, батальон получил БМП-1.
В целом, личный состав батальонов, финансирование которых осуществляет И. Коломойский (в том числе, 20-го батальона территориальной обороны), подготовлен и оснащён лучше, чем военнослужащие подразделений украинской армии и подразделений Национальной гвардии, созданных на основе частей внутренних войск МВД Украины.